# 布蘭斯菲爾島

布蘭斯菲爾島（Bransfield Island）是南極洲的島嶼，屬於茹安維爾群島的一部分，位於南極半島東北端的南冰洋海域，距離迪維爾島6公里，長8.2公里、闊6.1公里，島上無人居住。
63°11′S 56°36′W / 63.183°S 56.600°W